# Schlepptau
Das Schlepptau, auch Schleppseil, Schleppleine oder Schleifleine genannt, ist eine Landehilfe des Freiballons.
Es handelt sich um ein Tau aus Kokosfasern, das eine Stärke von mindestens 30 Millimetern und eine Länge zwischen 30 und 60 Metern aufweist. Es wird am Ballonring befestigt und während der Fahrt, zu einem Knäuel zusammengerollt, in der Schlepptauschürze an der Außenseite des Ballonkorbs untergebracht. Während der Landungsphase hängt das Schlepptau in seiner ganzen Länge herab. Setzt das Ende des Schlepptaus auf den Boden auf, so verringert es das Gesamtgewicht des Ballons. Je tiefer der Ballon sinkt, umso stärker wird dieser Effekt, weil ein größeres Stück aufliegt und vom Ballon nicht mehr getragen werden muss. Das Schlepptau hilft damit, das Sinken des Ballons abzubremsen und dessen vertikale Lage zu stabilisieren. Zudem bremst es durch Reibung am Boden die horizontale Geschwindigkeit des Ballons und richtet ihn so aus, dass die Reißbahn, die sich auf der Schlepptauseite befindet, nach der Landung oben auf der zusammensinkenden Hülle liegt.
Das Schlepptau wurde 1820 vom englischen Ballonfahrer Charles Green erfunden. Green verwendete ein mehrere hundert Meter langes Schlepptau, das er während der Fahrt ausgerollt ließ, um die Reisehöhe konstant zu halten und Ballast sowie Traggas zu sparen.